# Malabar (berg)

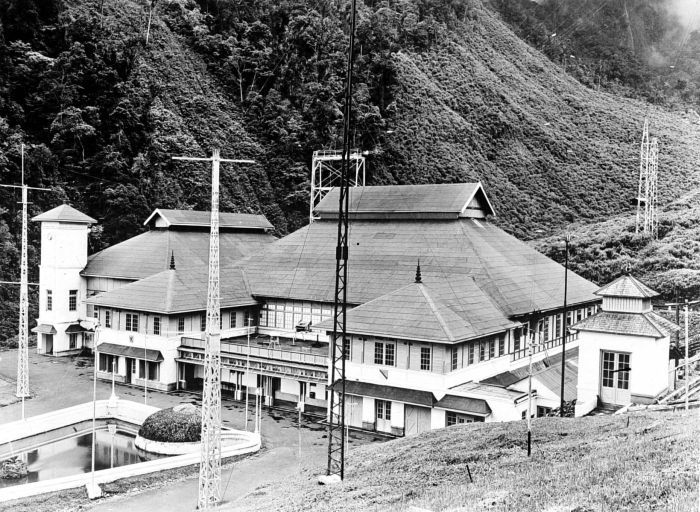
Malabar Radiostation op de Malabarberg.

Malabar (Indonesisch: Gunung Malabar) is een stratovulkaan op het Indonesische eiland Java in de provincie West-Java iets ten zuiden van Bandung.

## Zendstation Malabar
Op Malabar was ook het gelijknamige radiozendstation gevestigd. Het zendstation werd gebruikt voor rechtstreekse communicatie tussen Nederland (Radio Kootwijk) en het toenmalig Nederlands-Indië.